# Зіґфрід Кайлінґ
Зіґфрід Кайлінґ (нім. Siegfried Keiling; 28 жовтня 1911, Шарлоттенбург — 12 квітня 1995, Бад-Гомбург) — офіцер артилерійських частин РОА і КОНР, майор вермахту. Кавалер Лицарського хреста Залізного хреста.

## Біографія
Служив у артилерійських частинах вермахту. Після нападу на СРСР був залучений до створення «східних» частин із громадян СРСР. В 1943 році переведений у резерв. З кінця березня 1944 року командував 62-м артилерійським полком, який восени 1944 року, після боїв на Західному фронті, увійшов до новоствореної 2-ї піхотної дивізії збройних сил КОНР. Кайлінґ одержав завдання сформувати артилерійські частини ЗС КОНР. На початку 1945 року призначений начальником штабу німецької групи зв'язку у штабі ЗС КОНР.
Після війни став членом Товариства кавалерів Лицарського хреста Залізного хреста. В 1957 році заснував Російсько-німецьке товариство.

## Нагороди[1]
- Залізний хрест 2-го і 1-го класу
- Нагрудний знак «За участь у загальних штурмових атаках» 1-го ступеня (срібна версія)
- Нагрудний знак «За поранення» в чорному
- Медаль «За зимову кампанію на Сході 1941/42»
- Відзнака для східних народів
  - 2-го класу в сріблі
  - 1-го класу в сріблі
- Лицарський хрест Залізного хреста (4 жовтня 1944) — як гауптман і командир 62-го артилерійського дивізіону (російського).